# 新・平成歌謡塾
新・平成歌謡塾（しん・へいせいかようじゅく）は、かつてBS朝日で放送されていた、演歌・歌謡曲を主力とした音楽番組。日本コロムビアの子会社・コロムビアソングスとキングレコードが制作していた。

## 当番組が始まった経緯
1993年1月から2010年9月までの17年9か月、一部の地上波民放と第一興商スターカラオケで放送されていた『平成歌謡塾』が終了、内容をほぼそのまま引き継いだ当番組が放送されることになった。

## 放送内容

### 現在
- ゲスト歌手2～3組によるトークと歌披露。
- リクエスト（不定期）
- プレゼント

### 過去
- レッスンコーナー（女性演歌歌手が司会で塾長代理だった四方章人が担当していたが、2012年3月に終了）

## 平成歌謡塾との相違点
放送されるテレビ局と放送日である。『平成歌謡塾』は一部の地上波民放と第一興商スターカラオケで毎週1回放送されていたが、『新・平成歌謡塾』はBS朝日でのみ月4回放送されている（第5日曜日は放送なし）。2012年3月放送分までは第一興商スターカラオケでも放送されていたが、閉局に伴って放送を終了した。
2015年9月27日の放送をもってBS朝日での放送を終了したが、『平成歌謡塾』の第3シリーズに当たる『平成歌謡塾2』がTwellVにて同年10月2日から2019年3月まで放送された。なお、『平成歌謡塾2』放送時から、制作がコロムビアソングスから番組制作会社のエフ・エー・ブイに移行している。余談だが、2019年4月からはBS日テレが第4シリーズに当たる『令和歌謡塾』を放送している。

## 出演者
- 若山かずさ
- 大石まどか
- 西尾夕紀
- 井上由美子
- 山本あき

※井上と山本はかつてレッスンコーナーがあった時の司会を務めていたが、2012年4月放送分から5人が不定期で登場。

## 放送時間帯
- BS朝日：毎週日曜日7:00～7:30（2012年4月1日放送分から2015年9月27日まで）